# Rio Canoas (Paraná)
O rio Canoas é um curso de água que banha o estado do Paraná. 